# Kvarnatjärnen
Kvarnatjärnen är en sjö i Kungsbacka kommun i Halland och ingår i Rolfsåns huvudavrinningsområde. Sjön är 16,2 meter djup, har en yta på 0,0799 kvadratkilometer och är belägen 75,1 meter över havet.

## Delavrinningsområde
Kvarnatjärnen ingår i det delavrinningsområde (637990-128719) som SMHI kallar för Utloppet av Sundsjön. Medelhöjden är 61 meter över havet och ytan är 5,48 kvadratkilometer. Räknas de 44 avrinningsområdena uppströms in blir den ackumulerade arean 613,67 kvadratkilometer. Avrinningsområdets utflöde Rolfsån (Nolån) mynnar i havet. Avrinningsområdet består mestadels av skog (63 procent) och jordbruk (14 procent). Avrinningsområdet har 0,98 kvadratkilometer vattenytor vilket ger det en sjöprocent på 17,8 procent.